# استان جولا شمالی
استان جولا شمالی (به کره‌ای: 전북특별자치도)، یکی از ۹ استان کشور کره‌جنوبی است.
در ۱۸ ژانویه سال ۲۰۲۴ میلادی، این استان به «استان خودمختار ویژه» (به کره‌ای: 특별자치도، teukbyeoljachido) ارتقاء یافت. تا پیش از این تاریخ، دو استان در کره که در این سطح اداری قرار داشتند، شامل استان ججو (ارتقاء در سال ۲۰۰۶)، و استان گانگوون جنوبی (ارتقاء در سال ۲۰۲۳) بود.